# Plectroscapus
Plectroscapus is een kevergeslacht uit de familie van de boktorren (Cerambycidae). De wetenschappelijke naam van het geslacht werd voor het eerst geldig gepubliceerd in 1890 door Gahan.

## Soorten
Plectroscapus is monotypisch en omvat slechts de volgende soort:
- Plectroscapus bimaculatus Gahan, 1890